# Neuhöflein

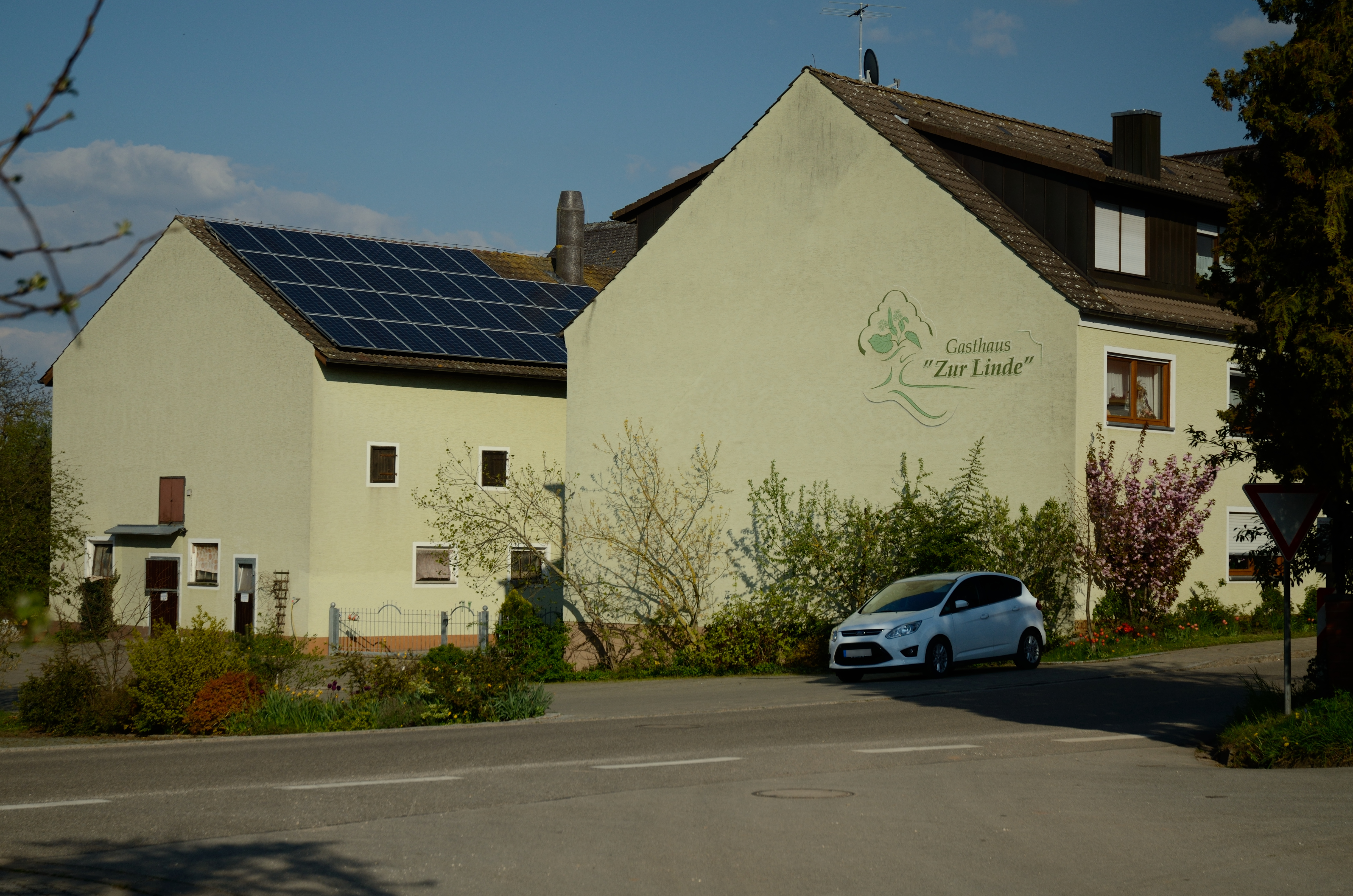
Gasthaus zur Linde

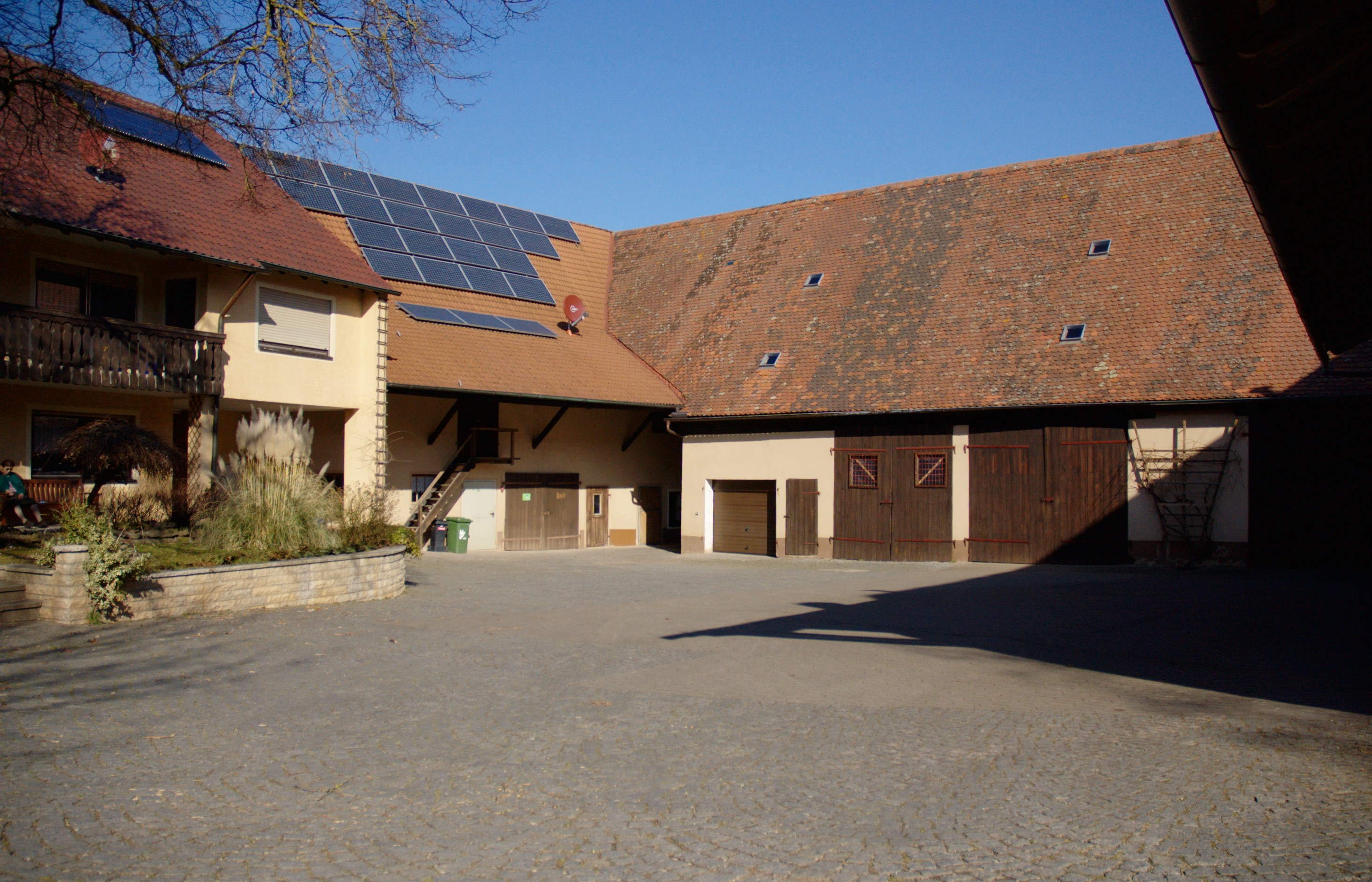
Dreiseithof

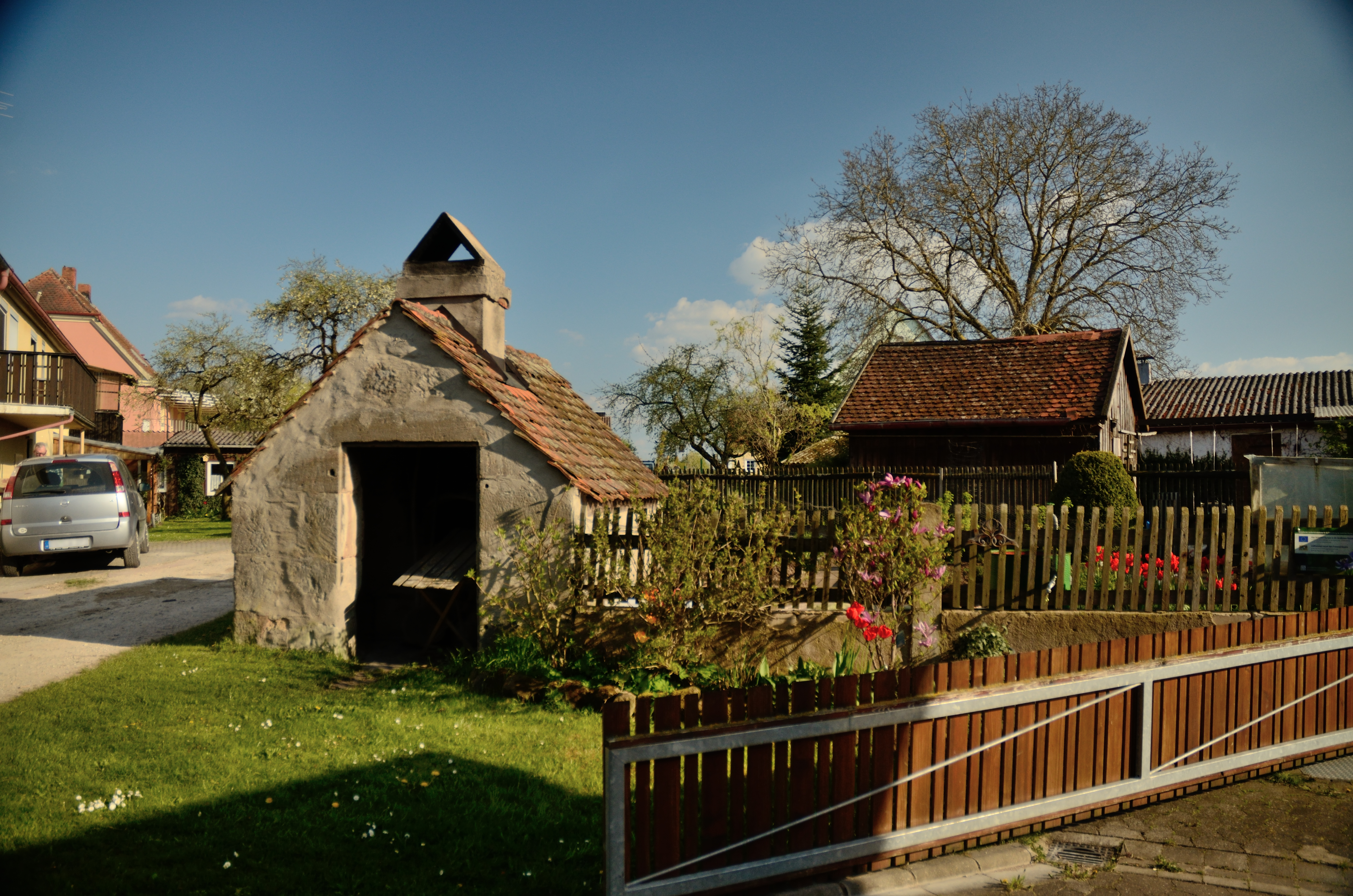
Backhäuschen um 1900 erbaut

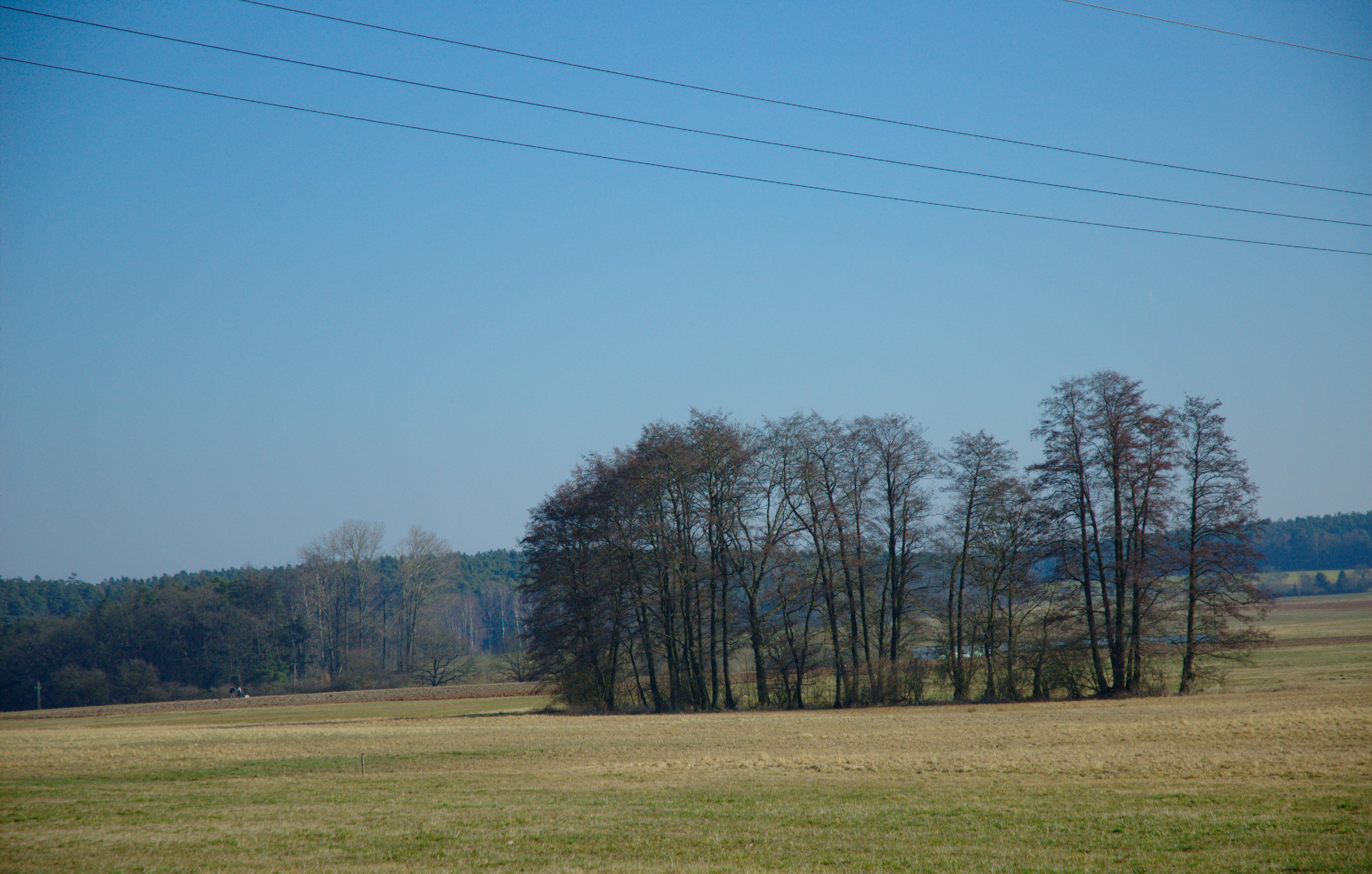
„Die Erl“

Neuhöflein (fränkisch: Nei-hiefla) ist ein Gemeindeteil der Stadt Heilsbronn im Landkreis Ansbach (Mittelfranken, Bayern). Neuhöflein liegt in der Gemarkung Höfstetten.

## Geografie
Im Dorf entspringt der Pointgraben (alternative Schreibweise Peuntgraben), ein linker Zufluss des Triebendorfer Grabens, der wiederum ein rechter Zufluss der Bibert ist. Westlich des Ortes entspringt ein namenloser rechter Zufluss des Steinbachs, eines rechten Zuflusses des Haselbachs. 0,5 km südwestlich liegt der Wacholderbuck. Die Kreisstraße AN 17 führt nach Ketteldorf (2,5 km südöstlich) bzw. nach Kleinhaslach zur Staatsstraße 2246 (2,3 km nordwestlich). Eine Gemeindeverbindungsstraße führt nach Markttriebendorf (1,5 km nordöstlich).

## Geschichte
Der Ort wurde 1265 in einer Kaufurkunde des Klosters Heilsbronn unter dem Namen „Nuwehovelin“ mit der Bedeutung zu dem neuen Höflein erstmals erwähnt. Aus dem Ortsnamen lässt sich ableiten, dass es sich um eine Spätsiedlung handelte. Neben dem 1265 gekauften Hof bekam das Kloster von einem Nürnberger Bürger namens Ringer 1266 ein Gefälle geschenkt. 1344 erwarb der Heilsbronner Abt Gamsfelder dort einen Kleinzehnten. Insgesamt erwarb das Kloster sieben Höfe.
Im 16-Punkte-Bericht des Klosteramts Heilsbronn aus dem Jahr 1608 wurden für Neuhöflein sieben Mannschaften verzeichnet (sechs Bauern, ein Köbler). Sie hatten alle das Kastenamt Bonnhof als Grundherrn. Das Hochgericht übte das brandenburg-ansbachische Kasten- und Stadtvogteiamt Windsbach aus. Im Dreißigjährigen Krieg brannten sechs Höfe ab.
Gegen Ende des 18. Jahrhunderts gab es in Neuhöflein acht Anwesen (5 Höfe, 1 Gut, Schmiede, Hirtenhaus). Das Hochgericht übte das brandenburg-bayreuthische Stadtvogteiamt Markt Erlbach im begrenzten Umfang aus. Es hatte ggf. an das brandenburg-ansbachische Richteramt Roßtal auszuliefern. Die Dorf- und Gemeindeherrschaft und die Grundherrschaft über alle Anwesen hatte das brandenburg-bayreuthische Kastenamt Bonnhof. Es gab zu dieser Zeit 7 Untertansfamilien. Von 1797 bis 1808 unterstand der Ort dem Justiz- und Kammeramt Cadolzburg.
Im Rahmen des Gemeindeedikts wurde Neuhöflein dem 1808 gebildeten Steuerdistrikt Petersaurach und der 1810 gegründeten Ruralgemeinde Petersaurach zugeordnet. Mit dem Zweiten Gemeindeedikt (1818) wurde Neuhöflein in die neu gebildete Ruralgemeinde Höfstetten umgemeindet.
In den Jahren 1953 bis 1960 wurde in Neuhöflein als drittem Dorf im Landkreis Ansbach die Flurbereinigung durchgeführt. Am 1. Mai 1978 wurde die Gemeinde Höfstetten mit Neuhöflein im Zuge der Gebietsreform in Bayern nach Heilsbronn eingemeindet.

### Baudenkmäler
- Haus Nr. 3: eingeschossige Scheune mit Fachwerkgiebel und Satteldach, bezeichnet 1765[15]
- Haus Nr. 4: eingeschossiger Massivbau mit dreigeschossigem Giebel und Satteldach; Portal mit Wappen, bezeichnet „1728“[16]

### Einwohnerentwicklung
| Jahr      | 001807 | 001818 | 001840 | 001861 | 001871 | 001885 | 001900 | 001925 | 001950 | 001961 | 001970 | 001987 | 002007 | 002016 |
| Einwohner | 65     | 52     | 82     | 98     | 78     | 96     | 85     | 89     | 117    | 86     | 85     | 74     | 77     | 64     |
| Häuser    | 11     | 11     | 10     |        |        | 16     | 15     | 12     | 13     | 13     |        | 16     |        |        |
| Quelle    | [ 18 ] | [ 19 ] | [ 20 ] | [ 21 ] | [ 22 ] | [ 23 ] | [ 24 ] | [ 25 ] | [ 26 ] | [ 27 ] | [ 28 ] | [ 29 ] |        | [ 1 ]  |

## Religion
Neuhöflein ist seit der Reformation evangelisch-lutherisch geprägt und nach St. Maria (Großhaslach) gepfarrt. Die Einwohner römisch-katholischer Konfession waren ursprünglich nach St. Vitus (Veitsaurach) gepfarrt, heute ist die Pfarrei Unsere Liebe Frau (Heilsbronn) zuständig.

## Sonstiges
Neuhöflein war in den Jahren 2006, 2007 und 2009 auf dem ersten Platz in der Kategorie Ortsteile in der Solarbundesliga, 2010 befand sich Neuhöflein mit 2208 Punkten in der Ortsteilliga auf Platz fünf.
In dem Dorf gibt es eine Pension, eine Gaststätte, mehrere Landwirte, teils im Nebenerwerb, einen Pferdehof und einen Landtechnik-Betrieb.